# دیمیتریس کاتالیفوس
دیمیتریس کاتالیفوس (یونانی: Δημήτρης Καταλειφός؛ زادهٔ ۱۹۵۴) بازیگر اهل یونان است.
از فیلم‌هایی که وی در آن‌ها نقش داشته‌است، می‌توان به تئوفیلوس اشاره نمود.